# Hirnbiopsie
Bei der Hirnbiopsie wird zur Diagnostik noch unklarer Hirnläsionen eine Probe des Gehirns entnommen, um diese weiter untersuchen zu können. Vor allem bei zunehmend symptomatischen Läsionen, die sich auch in der Bildgebung ausbreiten, hat die Hirnbiopsie einen großen Stellenwert. Durch neue Methoden wie Stereotaxie, Neuronavigation, multimodale Bildfusion, MRT- und PET-Diagnostik sind die Verfahren heute sehr treffsicher und tragen wesentlich zur Diagnostik bei.
Häufig erfolgt die Diagnose primärer Hirntumoren über eine Biopsie, vor allem wenn eine Resektion kontraindiziert ist (z. B. Lage des Tumors, Alter). Die genaue Diagnose ist aber trotzdem von hohem Stellenwert, um die weitere Therapie zu planen.

## Klinische Anwendung
Durch die Hirnbiopsie können nicht nur bisher unklare Hirnläsionen genauer untersucht werden. In der Bildgebung können heute nicht nur die strukturelle Morphologie mittels CT und MRT, sondern auch der Metabolismus mittels PET untersucht werden. Die Magnetresonanzspektroskopie hilft bei der Differenzierung von Entzündungen/Entmarkungen und Tumoren. Wenn der klinische Verlauf schnell voranschreitet, weswegen die Verlaufsbeobachtung nicht in Frage kommt und wenn der Patient bioptiert werden kann und will, kann die stereotaktische Entnahme von Gewebeproben erfolgen.
Indikationen von Hirnbiopsien sind:
- Abklärung von Hirntumoren,
- Diagnosesicherung eines primären ZNS-Lymphom (Goldstandard) und
- Diagnostik entzündlicher Läsionen.

## Technik und Ablauf
Vorbereitend muss eine ausführliche Bildgebung erfolgen, um die Lokalisation der Läsion zu präzisieren. Dann wird in Lokalanästhesie oder in Allgemeinanästhesie ein stereotaktischer Rahmen mit Schrauben an die Schädeldecke angebracht. Danach erfolgen mit dem Rahmen weitere bildgebende Verfahren (CCT mit Kontrastmittel) unter stereotaktischen Bedingungen. Aus diesen Bildern wird mittels eines Computersystems eine OP-Planung durchgeführt, bei der verschiedenste verwendete bildgebende Verfahren fusioniert werden können.
Es wird eine genaue Zielpunkt-/Trajektplanung durchgeführt, um mit der Nadel nicht nur die Läsion zu erreichen, sondern auch so wenig wie möglich gesundes Hirngewebe zu schädigen. Bei der Operation wird der Patient mit dem Rahmen am Operationstisch fixiert, die Kopfhaut wird desinfiziert und steril abgedeckt. Dann erfolgt ein kleiner Hautschnitt und ein Loch wird durch den Schädelknochen gebohrt. Im Anschluss daran wird die Hohlnadel mittels Zielbügel bis zum Läsionsbeginn vorgeschoben. Je nach Läsion entnimmt man ein Bioptat oder auch mehrere Bioptate. Durch intraoperative Schnelldiagnostik kann die Treffsicherheit noch erhöht werden, weil dann bei falscher Lage noch weitere Bioptate entnommen werden können.